# Максимова, Юлия Андреевна
Юлия Андреевна Максимова (род. 14 января 1997 года, Излучинск, Нижневартовский район, Ханты-Мансийский автономный округ) — российская волейболистка.

## Биография
Родилась 14 января 1997 года в Излучинске. В 7 лет начала заниматься волейболом в местном СДЮШОР у тренера Олега Николаевича Шинкевича. В 14 лет стала тренироваться в системе подготовки команды «Уралочка-НТМК». Выступала в высшей лиге А за команду «Уралочка-2-УрГЭУ».
Дебютировала в Суперлиге за основную команду 17 января 2018 года в гостевом матче против «Динамо-Казань», в котором набрала 4 очка. В сезоне 2019/2020 в 8 играх набрала 23 очка. Выступала на позициях центральной блокирующей, доигровщицы и диагональной нападающей.
В июле 2020 года подписала контракт с командой «Протон».

## Достижения

### С клубами
- серебряный призёр чемпионата России 2023.
  - 3-кратный бронзовый призёр чемпионатов России — 2020, 2024, 2025.
- 3-кратный серебряный призёр розыгрышей Кубка России — 2022, 2023, 2024;
  - бронзовый призёр Кубка России 2025.